# Levente II
Levente — венгерский двухместный учебный и связной самолёт 1940-х годов. После 1945 года  был переименован в Strucc (страус), поскольку носил то же название, что и хортистская  юношеская организация.

## История
По итогам Первой мировой войны и подписанного после её окончания Трианонского мирного договора, Венгрии был запрещено строительство самолётов, а имевшаяся авиапромышленность разрушена. Однако, несмотря на этот запрет, уже в начале 1920-х годов, прикрываясь деятельностью гражданских компаний, правительство организовало секретные военно-воздушные силы, во главе которой стояло Авиационное управление (венг. Légügyi Hivatal, LÜH).
Сложившаяся ситуация поставила венгерские вооружённые силы межвоенного периода в достаточно затруднительное положение; в первую очередь им недоставало обученных пилотов. Учебные машины для них  закупались в Италии и Германии (например, Bücker Bü 131 Jungmann), но, из-за частых задержек их поставок, в августе 1938 года было решено объявить открытый тендер на проектирование подобного самолёта отечественного производства.
Среди представленных на рассмотрение проектов, комиссия отобрала три машины: M.25 Nebulóját конструкции Янчо Эндре, Varga Káplár I.302 профессора технического университета Ласло Варги, и разработанный Андрашем Фабианом самолёт, получивший название «Левенте». За постройкой прототипов этих трёх моделей последовали их сравнительные испытания, которые должны были определить победителя.

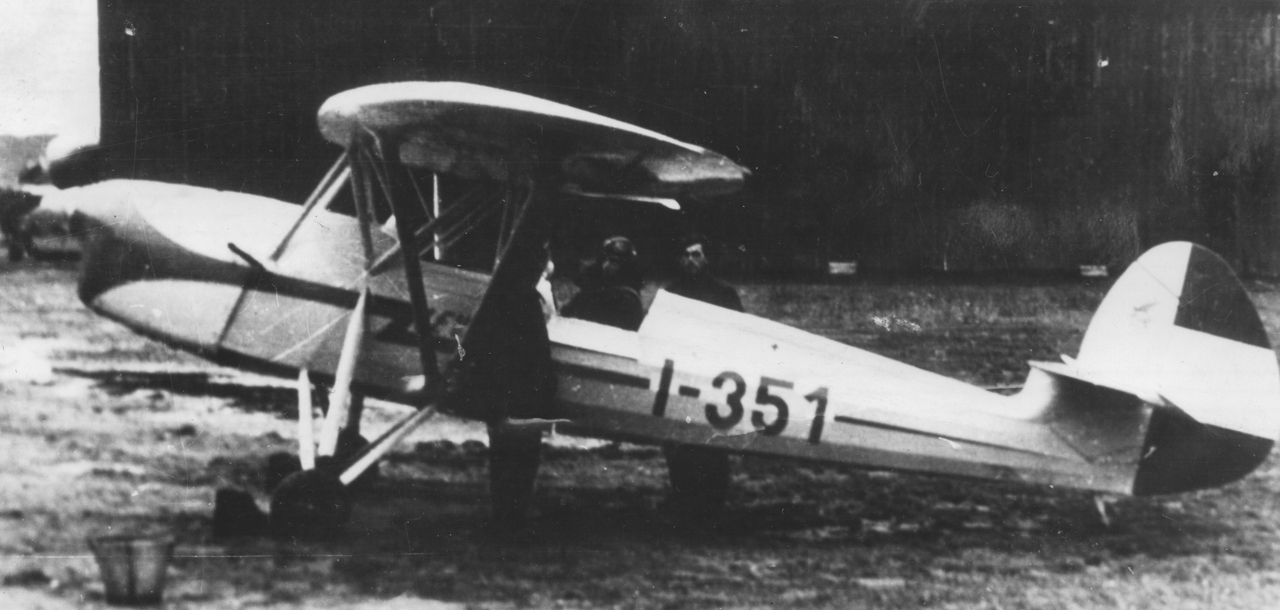
1941. Györ - Levente - I.351 01

Levente был построен авиаотделом завода MWG в Дьёре (Magyar Waggon- és Gépgyár, ныне часть холдинга Rába Járműipari Holding Nyrt.) в октябре 1940 года, тогда же состоялся его первый полёт. После случившейся 17 ноября катастрофы (подробно рассмотренной в декабрьском выпуске «Magyar Szárnyak»), второй прототип был доработан на фирме Имре Ури Uhri Testvérek Autókarosszéria - és Járműgyár Kft. (сейчас входит в состав компании Ikarus), причём многие элементы профилей были упрощены, а фюзеляж для ускорения процесса сборки был позаимствован готовый от Bü 131. Испытания в следующем 1941 году вместо погибшего пилота Йожефа Дичёфи заканчивал Габор Эндеш.

## Подготовка к выпуску
Вплоть до конца 1942 года из-за нехватки мощностей ни один отечественный авиапроизводитель самолетов не смог организовать серийное производство. Поэтому в северной части дунайского острова Чепель была организована новая фирма «Repülőgépgyár Rt.» (буквально: «авиастроительное акционерное общество»), Андраш Фабиан, получивший 10% акций, стал её руководителем. У компании Weiss Manfréd Rt. были арендованы аэродром и часть цехов.
13 ноября 1942 года Министерство обороны заказало 120 Левенте II, позже этот заказ был увеличен на 20 машин. Производство на заводе Repülőgépgyár Rt. постоянно страдало от частых задержек и дефицита сырья и комплектующих, кроме того, на него же был возложен выпуск учебного Bü 181 и постройка прототипов новых конструкций. Следующие 10 Levente II. были построены лишь к апрелю 1944 года.

## Серийный выпуск
Вскоре Министерство обороны сообщило, что из-за опасности воздушных налётов планируется его перенос в Матьяшфёльд, где в июне 1943 года началось строительство. Численность персонала выросла к концу года с 30 до 900 человек. В октябре того же года была выпущена первая партия из 10 самолётов.
5 апреля 1944 года вышло распоряжение о немедленной эвакуации в Матьяшфёльд, где строительство новых корпусов ещё не было завершено. К осени 1944 года ВВС получили 40 Levente II, а в 1944 году с постройкой 86-й машины выпуск прекратился. Самый большой серийный номер I.637 оказался у самолёта, который, вместе с четырьмя другими был собран на запасном аэродроме, созданном в Вермезо.
Оборудование и складские запасы завода были преимущественно уничтожены в результате бомбёжек. Перед приходом советских войск цеха были взорваны, а большая часть документации уничтожена.
После 1945 года завод компании Ури в Матьяшфёльде, и имущество, относившееся к Repülőgépgyár Rt., были передана Национальному центру тяжёлой промышленности (NIK), который управлял национализированными компаниями, 23 февраля 1949 года на месте завода было основано новое государственное предприятие Ikarus.
В итоге, количество выпущенных Levente II составило 90: 4 прототипа и 86 серийных машин, к этому числу можно добавить прототип(ы), изготовленные в Дьёре, возможно 1 или 2. Ни одна из венгерских авиастроительных компаний не произвела больше самолётов отечественной разработки; кроме WM-21 Sólyom (128 экземпляров, строившихся тремя фирмами). Levente также лидирует по числу заказанных Министерством обороны самолётов — 140 штук.

## На службе в королевских ВВС
Первые десять самолётов были 15 декабря 1943 года отправлены на аэродром Ферихедь, где начали службу в составе аэроклуба организации HMNRA (Horthy Miklós Nemzeti Repülőalaphoz). В ВВС Levente смог попасть только во второй половине 1944 года и использовался там в том числе как связной; о подобной практике свидетельствует, например, дневник лейтенанта Дьюлы Пинтера, который весной 1945 года во время доставки донесения из Веспрема в Кеньер был атакован советскими Ил-2. В ходе отступления на территорию Австрии Levente I.626 лейтенанта Янковича в период с 8 по 20 апреля 1945 года совершил несколько вылетов. Лёгкий самолёт применялся также для поиска мест под новые полевые аэродромы. I.606 числился в (102-й?) эскадрилье скоростных бомбардировщиков Me 210; I.615 и 101 были в ночной истребительной эскадрилье; машины I.557, I.587, I.590, I.602 и I.620 служили в истребительной 101/III.
В 1944 году Levente II также использовался в качестве буксировщика десантных планёров в районе Оча.

## Послевоенная эксплуатация. Самолёт в экспозициях музеев

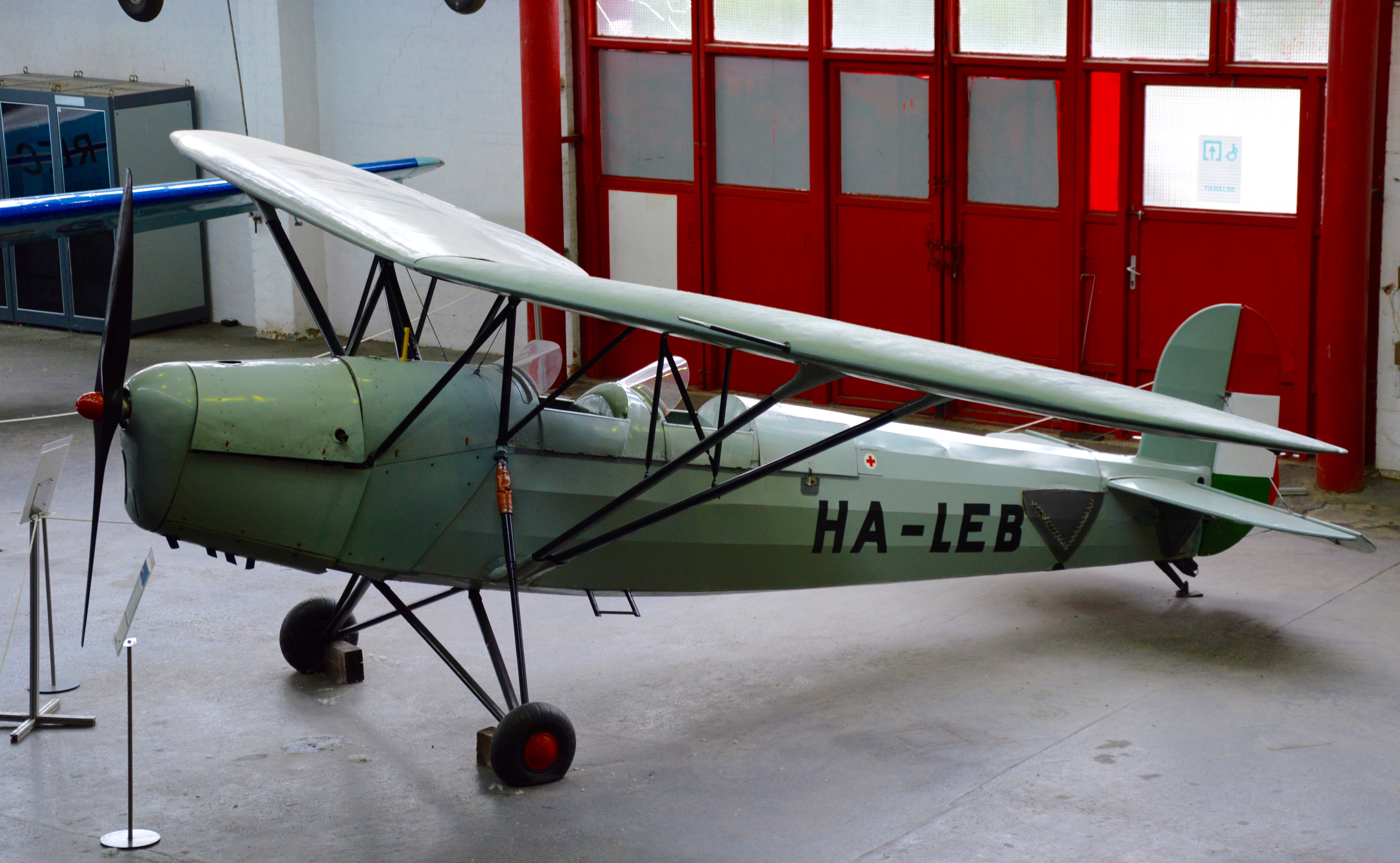
Levente II в будапештском Музее транспорта

Уцелевшие в войну самолеты также преимущественно работали как буксировщики и к середине 1950 годов в большинстве своём были списаны. Последний из них, HA-LEB, в 1959 году был передан Музею транспорта.

## Реплика
В 2009 году под руководством Андраша Фабиана (племянника конструктора) стартовал проект по созданию реплики Levente II. В Литве удалось достать оригинальный двигатель Hirth HM 504A-2, прошедший в 2013 году капитальный ремонт). Вместо утраченных оригинальных чертежей были созданы новые. Ожидалось, что реплика (также получившая регистрационный номер HA-LEB) будет готова к полётам к 2018 году, в июле которого началось оформление соответствующих документов.

## Тактико-технические характеристики(Levente II)

Схема Levente II

## Операторы
- Королевство Венгрия
  -  ВВС Венгрии

## Тактико-технические характеристики
(Levente II)
Источник данных: 

Технические характеристики
- Экипаж: 2 (курсант и инструктор)
- Длина: 6,08 м
- Размах крыла: 9,45 м
- Высота: 2,53 м
- Площадь крыла: 13,50 м²
- Масса пустого: 470 кг
- Максимальная взлётная масса: 750 кг
- Силовая установка: 1 × Hirth HM 504 A-2
- Мощность двигателей: 1 × 105 л. с. (1 × 78 кВт)

Лётные характеристики
- Максимальная скорость: 180 км/ч
- Крейсерская скорость: 160 км/ч
- Практическая дальность: 650 км
- Практический потолок: 4500 м

## Самолёт в массовой культуре

### В сувенирной и игровой индустрии
Известны модели Levente II, выпускаемые чешской фирмой HR Model, в масштабах 1:72 #7251 (2011) борт I.5+57  и 1:48 #4829, обе из эпоксидной смолы («резин-кит»).